# Patrick Faure
Patrick Faure (12 de mayo de 1946 Périgeux, Francia) fue el presidente del equipo de Fórmula 1 Renault F1.
Graduado en la Escuela Nacional de Administración en Francia, Faure ingresa en Renault en 1977 como Director de la filial de la empresa en Toulousse, luego en la década de los ochenta ocupa las direcciones de Renault en Austria y Reino Unido, en 1988 es designado Secretario General del Grupo Renault hasta 1991 cuando asume la presidencia Renault Sport. En 1998 pasa a la presidencia de Vehículos Industriales de Renault.
En 2001 la compañía los designa como director general adjunto de Renault y Presidente del Renault F1 Team, representado al equipo en su primera temporada en Fórmula 1 luego de la salida del equipo a mediados de los ochenta. En marzo de 2006 en plena temporada de F1 dimite, siendo sustituido por Alain Dassas. Entre sus logros destaca haber conseguido el primer título de constructores para Renault F1 en 2005 y haber colaborado en el segundo en 2006.